# Deutsche Allgemeine Zeitung (1919–1945)
Die Deutsche Allgemeine Zeitung (DAZ) erschien von 1861 bis 1945 in Berlin. Bis Ende 1918 hieß sie Norddeutsche Allgemeine Zeitung.

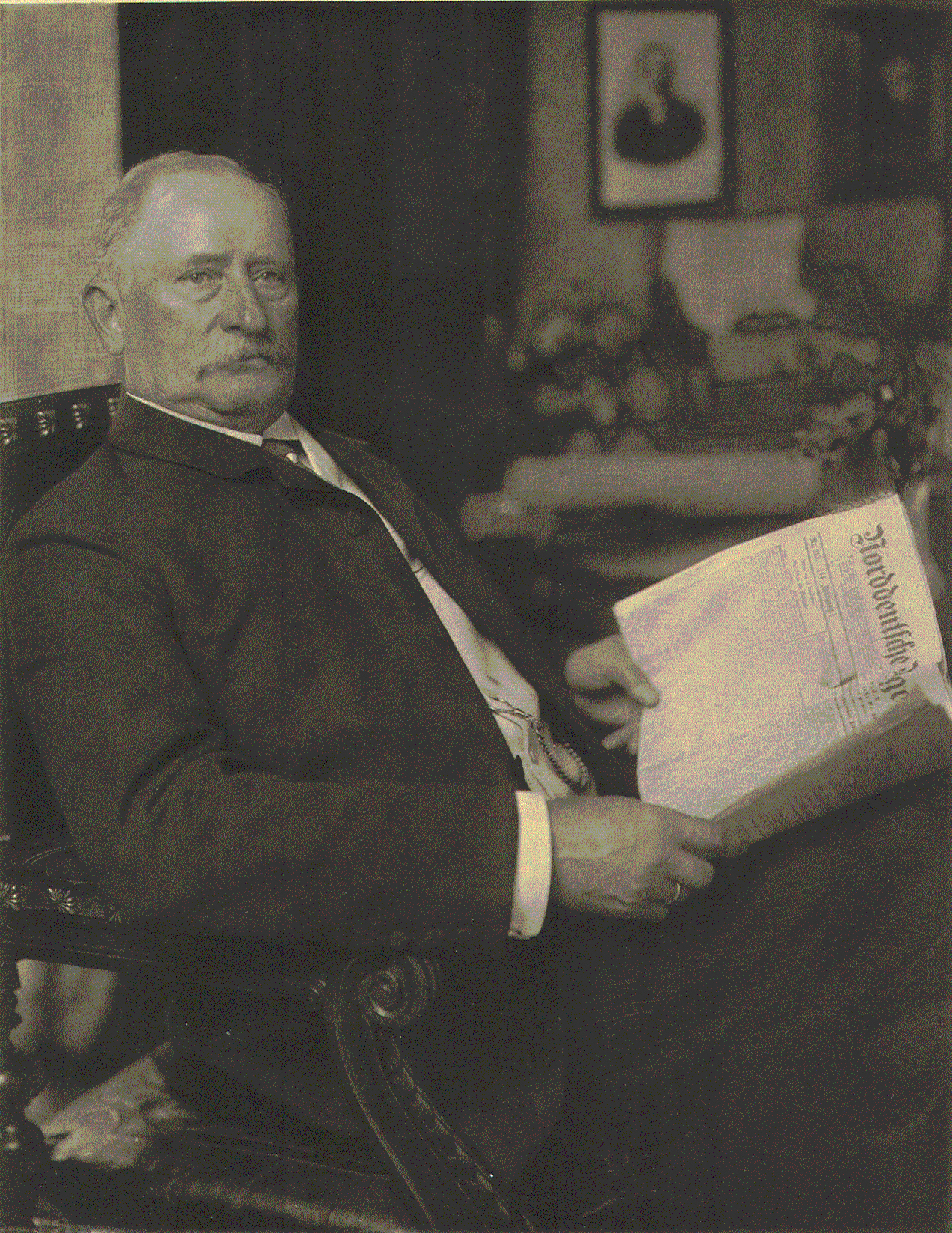
Heinrich von Ohlendorff mit seiner Norddeutschen Allgemeinen Zeitung

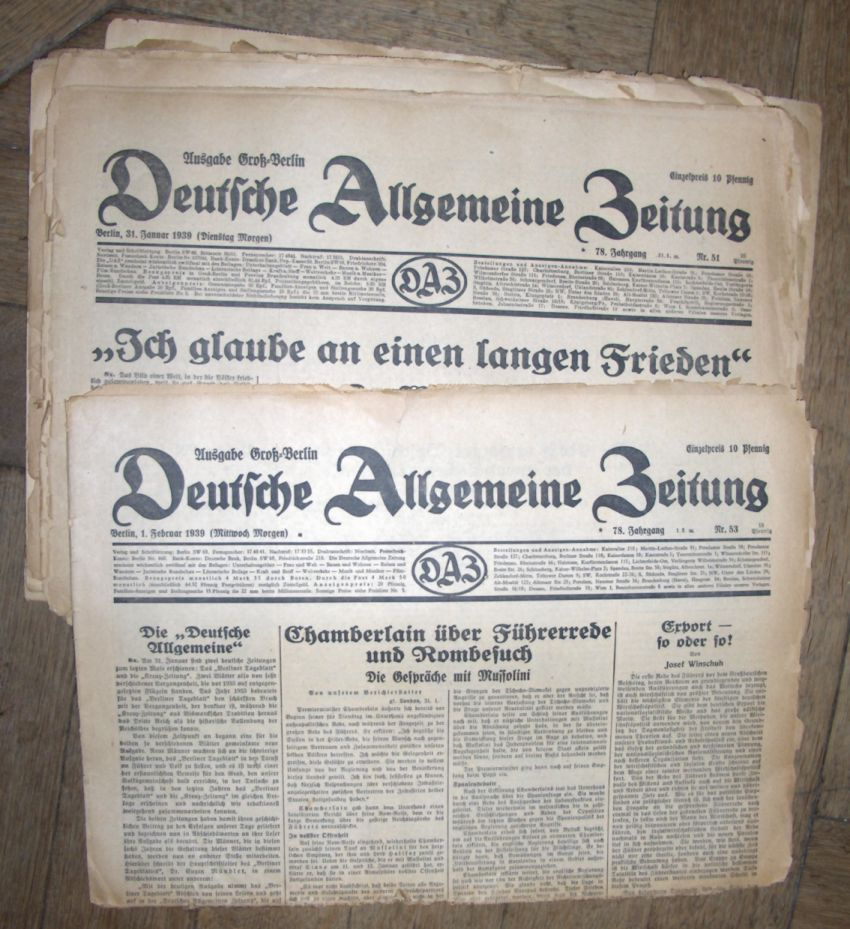
Ausgaben von 1939

## Geschichte

### Monarchie: „Bismarcks Hauspostille“, konservatives „Regierungsblatt“ bis 1917
Hervorgegangen war sie aus der 1837 gegründeten Leipziger Allgemeinen Zeitung, die von Heinrich Brockhaus verlegt wurde. Dessen Sohn Eduard Brockhaus verlegte das Blatt nicht nur, sondern redigierte es von 1857 bis 1883 auch selbst. Dessen politische Ausrichtung prägte auch die Zeitung: Obwohl der Sozialdemokrat Wilhelm Liebknecht zur Gründungsredaktion gehörte, entwickelte die Zeitung bald ein nationalliberales bis konservatives Profil.
1862 kaufte August Braß (1818–1876) die Zeitung und führte die Redaktion bis 1872, aus der er nach Verkauf ausschied, da er sich dagegen sträubte, zu „Bismarcks Schreiberling“ degradiert zu werden und jeden Leitartikel der Regierung vorzulegen.
Die Gesellschafter ab 1872 gehörten zum Hamburger Freundeskreis um den Reichskanzler Otto von Bismarck, der von Albertus Ohlendorff und seinem Bruder Heinrich angeführt wurde. In der Anfangsphase war die Norddeutsche Bank ein weiterer maßgeblicher Gesellschafter, um den benötigten Kaufpreis in Höhe von 800.000 Mark bereitzustellen. Die Zeitung war immer regierungsnah („Bismarcks Hauspostille“), und wurde zeitweise von einem Reptilienfonds des Auswärtigen Amtes direkt finanziert. Die Auflage der Zeitung unter seinem Nachfolger Emil Pindter (1836–1897) brach um die Hälfte auf 5000 ein. Das Blatt ging hauptsächlich an höhere Beamte und andere Zeitungsredaktionen. 1894/95 übernahm Martin Griesemann die Chefredaktion, der wegen Krankheit oft von Verlagsdirektor Rudolph Graf von Westarp vertreten werden musste. Nach Griesemanns Tod 1897 übernahm Wilhelm Lauser das Ruder, gefolgt von Otto Runge, der das Blatt bis 1917 leitete.

### 1917–1920: Versuch die NAZ/DAZ als liberalkonservative deutsche „Times“ zu etablieren
1917 erwarb der Verleger Reimar Hobbing das bis dahin „regierungsoffiziöse“ Blatt und sollte ihm im Kaiserreich kurz vor dessen Zusammenbruch ein demokratisches Profil geben mit dem Ziel, eine deutsche Times zu schaffen. Liberale Intellektuelle wie Otto Flake, der kurzzeitig das Feuilleton leitete, konnten für die Mitarbeit gewonnen werden. Daneben arbeitete der damals zweiundzwanzigjährige Egmont Zechlin und der bedeutende Historiker Friedrich Meinecke (nach dem Zweiten Weltkrieg Gründungsrektor der FU Berlin) für das Blatt.
Nach Ende des Ersten Weltkrieges wurde die Norddeutsche Allgemeine am 12. November 1918 als DAZ in Berlin wiedergegründet, nachdem der Arbeiter- und Soldatenrat unter Felix Stössinger in den ersten zwei Revolutionstagen die Räume der Zeitung besetzt hatte und die Zeitung unter dem Kopf Internationale erschien. Unterstützung bei der Umgestaltung zur DAZ erhielt der neue Eigentümer Reimar Hobbing von Otto Karl Stollberg. In der Zeit des Kaiserreiches und der Weimarer Republik gehörte die DAZ neben dem Berliner Tageblatt, der Vossischen Zeitung und der Frankfurter Zeitung zu den international bekanntesten und renommiertesten Blättern. Sie war von der Ausrichtung her konservativ-staatstragender als die drei anderen Zeitungen.

### 1920–1933: Ära Stinnes und „Ruhrlade“: rechtskonservatives Sprachrohr der Schwerindustrie an der Ruhr
1920 bis 1924 war Hugo Stinnes (Industrieller und Reichstagsabgeordneter der DVP) Eigentümer der DAZ, nachdem die Erben des Verlegers Hobbing verkauften. Er setzte zunächst den Regierungssprecher Rudolf Cuno als Chefredakteur ein, als Verlagsleiter wurde der ehemalige Marineattaché in der Türkei Hans Humann eingesetzt, der als erste Amtshandlung den bisherigen stellvertretenden Chefredakteur, den Schweizer Max Rudolf Kaufmann, ein alter liberaler Widersacher aus den gemeinsamen Tagen in Konstantinopel, hinauswarf. Otto Gysae, Schriftsteller und wie Humann deutschnational und ehemaliger Marineoffizier, arbeitete von 1920 bis 1923 als Leiter des Feuilletons als Nachfolger des liberalen Flake. Von 1922 bis 1925 leitete der ehemalige SPD-Reichstagsabgeordnete Paul Lensch die Redaktion, der vorher bereits die außenpolitische Redaktion geleitet hatte und von 1914 bis 1918 zur Lensch-Cunow-Haenisch-Gruppe in der SPD und zum Kreis um Alexander Parvus (1910–1914 wirtschaftspolitischer Berater der Jungtürken in Konstantinopel) gehört hatte. In dieser Zeit begab sich das Blatt auf einen immer konservativeren Kurs und wurde Ende 1922 sogar kurzzeitig verboten, da es angeblich den Kapp-Putsch unterstützt hatte. Der Chefredakteur Lensch – ein ehemaliger SPD-Parteilinker im Umfeld von Rosa Luxemburg – wurde aus der SPD ausgeschlossen. Nach dem Tode von Lensch 1925 wurde Fritz Klein Chefredakteur.
Mitte August 1925, am Anbeginn des Niederganges des Stinnes-Imperiums, wurde die Zeitung zusammen mit der Norddeutschen Buchdruckerei- und Verlags AG für 3 Millionen Mark an ein Berliner Konsortium angeführt vom Papierindustriellen Walter Salinger und dem demokratischen Reichstagskandidaten und früheren nationalliberalen Abgeordneten August Weber verkauft. Es wurde in der „Rechtspresse“ befürchtet, dass „‚nationalen‘ Kreisen“ die Macht über dieses „wichtige Organ“ entgleiten könne, wenngleich versichert wurde die politische Richtung der Zeitung beizubehalten. Schließlich schwenkte die DAZ mehr und mehr auf einen rechtskonservativ-antirepublikanischen Kurs ein, ähnlich wie Teile der bürgerlichen Mitte im Umfeld der DVP. Das verstärkte sich nach dem Ableben Gustav Stresemanns 1929. Ende der zwanziger Jahre wurde sie zum Sprachrohr der Ruhrlade, eines elitären Clubs der wichtigsten Ruhrindustriellen, der die Aktienmehrheit der DAZ erworben hatte. In der Spätphase der Republik stützte das Blatt die Politik des Reichskanzlers Brüning.

### Zeit des Nationalsozialismus
1933 erfolgte ein kurzzeitiges Verbot wegen eines Artikels, der Hitler in Rage gebracht hatte. Die Besitzer der DAZ trugen Karl Silex den Posten des Chefredakteurs an, den dieser bis 1943 wahrnahm. In den folgenden Jahren versuchte Silex die rechtskonservative Haltung des Blattes beizubehalten und so ein Minimum an Eigenständigkeit gegenüber den Nationalsozialisten zu sichern. De facto bedeutete dies jedoch, dass selbst geringfügige Abweichungen von den Sprachregelungen des Propagandaministeriums drastische Sanktionen nach sich zogen – personelle Konsequenzen, mehrfach auch mehrtägige Publikationsverbote. So intervenierte Adolf Hitler 1938 persönlich wegen eines Berichts des Londoner Korrespondenten Carl Erdmann Graf Pückler über Kriegsvorbereitungen in London, da dieser der offiziellen Linie – Herausstellung der Godesberger und Münchner Konferenz sowie der Appeasement-Politik des britischen Premiers Arthur Neville Chamberlain – widersprach.
Mit Beginn des Zweiten Weltkriegs wuchs auch der Druck auf die Redaktion der DAZ. Mehrere Redakteure und freie Mitarbeiter waren jedoch auch für die neu gegründete Zeitung Das Reich tätig, mit der das Propagandaministerium ein Gegengewicht zu englischen Nachrichtenmagazinen wie dem Observer etablieren wollte. 1943 wurde Silex zur Kriegsmarine versetzt, und Otmar Best übernahm bis zu seiner Entlassung im März 1945 die Leitung der Redaktion. Als eine der letzten Berliner Zeitungen erschien die DAZ noch bis zum 24. April 1945.